# Triplaris matogrossensis
Triplaris matogrossensis är en slideväxtart som beskrevs av J. Brandbyge. Triplaris matogrossensis ingår i släktet Triplaris och familjen slideväxter. Inga underarter finns listade i Catalogue of Life.